# Robert Frederick Christy
Robert Frederick Christy (Vancouver, 14 de maio de 1916 — Pasadena, 3 de outubro de 2012) foi um físico teórico e depois astrofísico canadense-estadunidense, uma das últimas pessoas sobreviventes que trabalharam no Projeto Manhattan durante a Segunda Guerra Mundial. Foi por pouco tempo presidente do Instituto de Tecnologia da Califórnia.
Graduado pela Universidade da Colúmbia Britânica na década de 1930, onde estudou física, acompanhou George Volkoff, que tinha um ano a mais de estudos que ele, para a Universidade da Califórnia em Berkeley, onde foi admitido como estudante de doutorado por Robert Oppenheimer, o líder dos físicos teóricos dos estados Unidos na época. Obteve um doutorado em 1941 e começou a trabalhar no Departamento de Física do Instituto de Tecnologia de Illinois.